# Шафранкова, Мирослава
Мирослава Шафранкова (чеш. Miroslava Šafránková) (род. 11 июня 1958)  — чешская актриса.

## Биография
Родилась 11 июня 1958 в городе Брно, Чехословакия. Младшая сестра знаменитой киноактрисы Либуше Шафранковой. В фильме «Русалочка» (1975) они снимались вдвоём.
Некоторое время Мирослава жила с мужем в ФРГ, после возвращения в Чехию, она перестала сниматься в кино. Бывшая актриса занялась бизнесом и основала два печатных издания. Сын — Марк (род. 1988).

## Фильмография
- 1973 — Паломничество пришло к нам / Přijela k nám pouť
- 1974 — Робинзонка / Robinsonka — Блажена
- 1975 — Романтика за корону / Romance za korunu — Maруна
- 1976 — Русалочка / Malá mořská víla — Русалочка
- 1976 — Смерть мухи / Smrt mouchy — мать
- 1980 — Мой последний ворон / Moje kone vrané (телесериал)
- 1981 — Корабль мечты / Das Traumschiff (телесериал) — Алиса Эшенбах
- 1981 — Жокей Моника / Jockei Monika (телесериал) — Моника Целлер
- 1981 — О воде, любви и счастье / O vodě, lásce a štěstí
- 1982 — Как мир теряет поэтов / Jak svět přichází o básníky / Borůvka (как Милена Шафранкова)
- 1990 — Арабелла возвращается / Arabela se vrací (TV) — Арабелла
- 1991 — Что сейчас, и что тогда? / Co teď a co potom? (телесериал)
- 1991 — Всадник Божественного Провидения / Jinete de la divina providencia, El
- 1991 — Крепость / Tvrz (TV)
- 1991 — Око за око / Oko za oko (TV)
- 1991 — Круг / Kruh (TV)
- 1991 — Дверь / Dveře (TV)
- 1991 — Дно / Dno (TV)